# Lakeside (Iowa)
Pour les articles homonymes, voir Lakeside (homonymie).
Lakeside est une ville du comté de Buena Vista, en Iowa, aux États-Unis. 
Elle est incorporée le 15 juillet 1933
.

## Source de la traduction
- (en) Cet article est partiellement ou en totalité issu de l’article de Wikipédia en anglais intitulé « Lakeside, Iowa » (voir la liste des auteurs).